# کوه لینکلن (واشنگتن)
کوه لینکلن (به انگلیسی: Mount Lincoln) یک قله و کوه در ایالات متحده آمریکا است که در شهرستان ماسون (واشینگتن) واقع شده‌است. کوه لینکلن ۱٬۷۸۸٫۵۹ متر بالاتر از سطح دریا واقع شده‌است.